# Early Man
Early Man is een Britse stop-motion klei-animatiefilm uit 2018, geregisseerd door Nick Park.

## Verhaal
In het stenen tijdperk bevolken mammoeten en holbewoners de aarde. Chief Bobnar is de leider van een kleine stam die vreedzaam in een vallei woont. Dug is een lid dat wegens zijn geringe grootte en kracht niet echt het beste lid van de stam is. Op een dag worden ze uit de vallei gedreven door een groep rivalen uit het bronzen tijdperk onder leiding van Lord Nooth. Dug gaat samen met zijn huisdier, een wild zwijn genaamd Hognob, ongemerkt naar de stad van hun rivalen.

## Stemverdeling
| Personage     | Originele stem   | Vlaamse stem  | Nederlandse stem   |
| ------------- | ---------------- | ------------- | ------------------ |
| Dug           | Eddie Redmayne   | Sander Gillis | Jürgen Theuns      |
| Goona         | Maisie Williams  | Eva De Roo    | Nicolette Kluijver |
| Lord Nooth    | Tom Hiddleston   |               | Jelle Amersfoort   |
| Chief Bobnar  | Timothy Spall    |               | Arjen Lubach       |
| Treebor       | Richard Ayoade   |               |                    |
| Magma         | Selina Griffiths |               |                    |
| Asbo          | Johnny Vegas     |               |                    |
| Barry         | Mark Williams    |               |                    |
| Gravelle      | Gina Yashere     |               |                    |
| Eemak         | Simon Greenall   |               |                    |
| Duif          | Rob Brydon       |               | Koen Kardashian    |
| Dino          | Kayvan Novak     |               |                    |
| Queen Oofeefa | Miriam Margolyes |               |                    |
| Hognob        | Nick Park        |               |                    |

## Productie
Op 18 juni 2007 werd al aangekondigd dat een project van Nick Park (zonder titel maar geen tweede Wallace and Gromit) op stapel stond. Op 6 mei 2015 werd aangekondigd dat de film met een budget van $50 miljoen door StudioCanal gefinancierd werd. Op 9 mei 2016 werd tijdens de filmproductie de eerste beelden vrijgegeven en medegedeeld dat Eddie Redmayne de stem van het hoofdpersonage Dug ging inspreken. Op 16 oktober 2016 werd Tom Hiddleston aan de cast toegevoegd voor de stem van Lord Nooth. Een eerste "teaser trailer" werd op 16 maart 2017 vrijgegeven, gevolgd door de eerste trailer in januari 2018.

### Release en ontvangst
Early Man ging op 26 januari 2018 in première in het Verenigd Koninkrijk. De film kreeg overwegend positieve kritieken van de filmcritici, met een score van 83% op Rotten Tomatoes gebaseerd op 41 beoordelingen.

## Soundtrack
De soundtrack, getiteld Early Man: (Original Motion Picture Soundtrack), werd vrijgegeven door Lionsgate op 26 januari 2018, tegelijk met de officiële filmpremière.
| 1.                 | Good Day (New Hope Club)                               | 1:46 |
| 2.                 | Hope (The Vamps)                                       | 3:15 |
| 3.                 | Tiger Feet (New Hope Club)                             | 3:41 |
| 4.                 | I Predict A Riot (Kaiser Chiefs)                       | 3:51 |
| 5.                 | Dug's Theme (Tom Howe and Harry Gregson-Williams)      | 2:40 |
| 6.                 | Prehistoric Prologue (Howe and Gregson-Williams)       | 3:42 |
| 7.                 | In The Valley (Howe and Gregson-Williams)              | 1:27 |
| 8.                 | Meet Dug (Gregson-Williams)                            | 0:41 |
| 9.                 | Meet The Tribe (Howe and Gregson-Williams)             | 2:12 |
| 10.                | Rabbit Ambush (Gregson-Williams and Howe)              | 1:02 |
| 11.                | Bronze Attack (Gregson-Williams and Howe)              | 2:17 |
| 12.                | City Of Bronze (Howe and Gregson-Williams)             | 1:04 |
| 13.                | Dug In Bronze Land (Gregson-Williams and Howe)         | 0:51 |
| 14.                | Stadium Chase (Gregson-Williams and Howe)              | 0:39 |
| 15.                | The Ancestral Call (Howe and Gregson-Williams)         | 1:04 |
| 16.                | The Message Bird (Gregson-Williams and Howe)           | 1:57 |
| 17.                | Giant Badlands Duck (Howe and Gregson-Williams)        | 3:10 |
| 18.                | Stealing Footballs (Gregson-Williams and Howe)         | 1:04 |
| 19.                | She Shoots, She Scores (Gregson-Williams and Howe)     | 0:45 |
| 20.                | Challenge The Champions (Howe and Gregson-Williams)    | 1:45 |
| 21.                | Harp Escape (Gregson-Williams and Howe)                | 1:59 |
| 22.                | They’re Not A Team (Howe and Gregson-Williams)         | 0:46 |
| 23.                | Message From The Queen (Howe and Gregson-Williams)     | 1:05 |
| 24.                | Foul Play (Howe and Gregson-Williams)                  | 1:18 |
| 25.                | Revelations In The Mine (Gregson-Williams and Howe)    | 5:04 |
| 26.                | Royal Game Day (Gregson-Williams and Howe)             | 1:40 |
| 27.                | Forfeiture And Humiliation (Gregson-Williams and Howe) | 2:10 |
| 28.                | Do It For The Valley (Howe and Gregson-Williams)       | 2:08 |
| 29.                | The Final Game (Howe and Gregson-Williams)             | 4:40 |
| 30.                | Chief Is Down (Gregson-Williams and Howe)              | 0:54 |
| 31.                | Hognob In Goal (Howe and Gregson-Williams)             | 3:34 |
| 32.                | Mousing Around (Howe and Gregson-Williams)             | 1:07 |
| 33.                | Trophy Presentation (Gregson-Williams and Howe)        | 1:34 |
| Totale duur: 60:57 |                                                        |      |